# Mistrzostwa Świata w Piłce Ręcznej Mężczyzn 2011 (składy)
Artykuł grupuje składy wszystkich reprezentacji narodowych w piłce ręcznej, które wystąpiły w Mistrzostwach Świata 2011.
- Przynależność klubowa w trakcie sezonu 2010–11.
- Legenda:
Nr – numer zawodnika
B – bramkarz
O – obrotowy
R – rozgrywający
S – skrzydłowy

## Grupa A

### Bahrajn
Trener:  Bader Mirza

### Egipt
Trener:  Gamal Shams

### Francja
Trener:  Claude Onesta
| Nr | Imię i nazwisko   | Data urodzenia       | Wzrost | Pozycja               | Meczów | Bramek | Klub                               |
| -- | ----------------- | -------------------- | ------ | --------------------- | ------ | ------ | ---------------------------------- |
| 2  | Jérôme Fernandez  | 7 marca 1977         | 199    | lewy rozgrywający     | 305    | 1209   | THW Kiel                           |
| 3  | Didier Dinart     | 18 stycznia 1977     | 197    | lewy rozgrywający     | 331    | 154    | BM Ciudad Real                     |
| 4  | Xavier Barachet   | 19 listopada 1988    | 195    | prawy rozgrywający    | 17     | 23     | Chambéry Savoie HB                 |
| 6  | Bertrand Gille    | 23 marca 1978        | 187    | obrotowy              | 233    | 716    | HSV Hamburg                        |
| 9  | Guillaume Joli    | 27 marca 1985        | 178    | prawoskrzydłowy       | 39     | 102    | BM Valladolid                      |
| 11 | Samuel Honrubia   | 5 lipca 1986         | 175    | lewoskrzydłowy        | 5      | 14     | Montpellier Agglomération Handball |
| 12 | Daouda Karaboue   | 11 grudnia 1975      | 198    | bramkarz              | 162    | 688    | Toulouse Union HB                  |
| 13 | Nikola Karabatić  | 11 kwietnia 1984     | 195    | lewy rozgrywający     | 162    | 688    | Montpellier Agglomération Handball |
| 15 | Franck Junillon   | 28 listopada 1978    | 195    | środkowy rozgrywający | 92     | 121    | USAM Nîme                          |
| 16 | Thierry Omeyer    | 2 listopada 1976     | 192    | bramkarz              | 240    | 0      | THW Kiel                           |
| 18 | William Accambray | 8 kwietnia 1988      | 194    | prawy rozgrywający    | 9      | 26     | Montpellier Agglomération Handball |
| 19 | Luc Abalo         | 6 września 1984      | 182    | prawoskrzydłowy       | 122    | 421    | BM Ciudad Real                     |
| 20 | Cedric Sorhaindo  | 7 lipca 1984         | 192    | obrotowy              | 62     | 108    | FC Barcelona Borges                |
| 21 | Michaël Guigou    | 28 stycznia 1982     | 179    | lewoskrzydłowy        | 141    | 510    | Montpellier Agglomération Handball |
| 22 | Bertrand Roine    | 17 lutego 1981       | 198    | lewy rozgrywający     | 11     | 32     | Chambéry Savoie HB                 |
| 23 | Sebastien Bosquet | 24 lutego 1979       | 198    | prawy rozgrywający    | 86     | 172    | Dunkerque HB                       |
| 27 | Arnaud Bingo      | 12 października 1987 | 190    | lewoskrzydłowy        | 2      | 4      | Tremblay-en-France HB              |

### Hiszpania
Trener:  Valero Rivera
| Nr | Imię i nazwisko         | Data urodzenia (wiek) | Wzrost (cm) | Klub                    | Pozycja |
| -- | ----------------------- | --------------------- | ----------- | ----------------------- | ------- |
| 1  | José Javier Hombrados   | 07.04.1972 (39)       | 197         | BM Ciudad Real          | B       |
| 2  | Alberto Entrerríos      | 07.11.1976 (34)       | 194         | BM Ciudad Real          | R       |
| 3  | Eduardo Gurbindo        | 08.11.1987 (23)       | 187         | Cuatro Rayas Valladolid | R       |
| 4  | Albert Rocas            | 16.06.1982 (28)       | 194         | FC Barcelona Borges     | S       |
| 5  | Jorge Maqueda           | 06.02.1988 (22)       | 197         | CAI BM Aragón           | R       |
| 6  | Rubén Garabaya          | 15.09.1978 (32)       | 201         | Naturhouse La Rioja     | O       |
| 9  | Raúl Entrerríos         | 12.02.1981 (29)       | 193         | FC Barcelona Borges     | R       |
| 13 | Julen Aguinagalde       | 08.12.1982 (28)       | 195         | BM Ciudad Real          | O       |
| 14 | Roberto García Parrondo | 12.01.1980 (31)       | 187         | BM Ciudad Real          | B       |
| 15 | Cristian Ugalde         | 19.10.1987 (23)       | 187         | FC Barcelona Borges     | S       |
| 16 | Arpad Sterbik           | 20.11.1979 (31)       | 200         | BM Ciudad Real          | B       |
| 17 | Juanín García Lorenzana | 28.08.1977 (33)       | 176         | FC Barcelona Borges     | S       |
| 18 | Iker Romero Fernández   | 15.06.1980 (30)       | 196         | FC Barcelona Borges     | R       |
| 20 | Chema Rodríguez         | 05.01.1980 (31)       | 187         | BM Ciudad Real          | O       |
| 21 | Joan Cañellas           | 30.09.1986 (24)       | 198         | BM Ciudad Real          | R       |
| 24 | Viran Morros            | 15.12.1983 (27)       | 199         | BM Ciudad Real          | R       |

### Niemcy
Trener:  Heiner Brand
| Nr | Imię i nazwisko           | Data urodzenia (wiek) | Wzrost (cm) | Klub                   | Pozycja |
| -- | ------------------------- | --------------------- | ----------- | ---------------------- | ------- |
| 1  | Johannes Bitter           | 02.09.1982 (28)       | 205         | HSV Hamburg            | B       |
| 2  | Pascal Hens (K)           | 26.03.1980 (30)       | 202         | HSV Hamburg            | R       |
| 3  | Uwe Gensheimer            | 26.10.1986 (24)       | 188         | Rhein-Neckar Löwen     | S       |
| 4  | Oliver Roggisch           | 25.08.1978 (32)       | 202         | Rhein-Neckar Löwen     | O       |
| 5  | Dominik Klein             | 16.12.1983 (27)       | 190         | THW Kiel               | S       |
| 6  | Adrian Pfahl              | 30.07.1982 (28)       | 192         | VfL Gummersbach        | R       |
| 7  | Steffen Weinhold          | 19.07.1986 (24)       | 191         | TV Großwallstadt       | R       |
| 8  | Sebastian Preiß           | 08.02.1981 (29)       | 195         | TBV Lemgo              | O       |
| 9  | Jacob Heinl               | 03.10.1986 (24)       | 195         | SG Flensburg-Handewitt | O       |
| 11 | Holger Glandorf           | 30.03.1983 (27)       | 197         | TBV Lemgo              | R       |
| 12 | Silvio Heinevetter        | 21.10.1984 (26)       | 194         | Füchse Berlin          | B       |
| 13 | Sven-Sören Christophersen | 09.05.1985 (25)       | 198         | Füchse Berlin          | R       |
| 16 | Carsten Lichtlein         | 04.11.1980 (30)       | 202         | TBV Lemgo              | B       |
| 18 | Michael Kraus             | 28.03.1983 (27)       | 187         | HSV Hamburg            | R       |
| 21 | Lars Kaufmann             | 25.02.1982 (28)       | 199         | Frisch Auf! Göppingen  | R       |
| 24 | Michael Haaß              | 12.12.1983 (27)       | 194         | Frisch Auf! Göppingen  | R       |

### Tunezja
Trener:  Alain Portes

## Grupa B

### Austria
Trener:  Magnus Andersson

### Brazylia
Trener:  Jordi Ribera

### Islandia
Trener:  Guðmundur Guðmundsson
| Nr | Imię i nazwisko            | Data urodzenia (wiek) | Wzrost (cm) | Klub                     | Pozycja |
| -- | -------------------------- | --------------------- | ----------- | ------------------------ | ------- |
| 1  | Björgvin Páll Gústavsson   | 24.05.1985 (25)       | 193         | Kadetten Schaffhausen    | B       |
| 2  | Vignir Svavarsson          | 20.06.1980 (30)       | 194         | TSV Hannover-Burgdorf    | O       |
| 4  | Aron Pálmarsson            | 19.07.1990 (20)       | 193         | THW Kiel                 | R       |
| 5  | Ingimundur Ingimundarson   | 29.01.1980 (30)       | 193         | AaB Håndbold             | R       |
| 6  | Asgeir Örn Hallgrimsson    | 17.02.1984 (26)       | 191         | TSV Hannover-Burgdorf    | S       |
| 7  | Arnór Atlason              | 23.07.1984 (26)       | 191         | AG Köpenhamn             | R       |
| 8  | Þórir Ólafsson             | 28.11.1979 (31)       | 189         | TuS Nettelstedt-Lübbecke | S       |
| 9  | Guðjón Valur Sigurðsson    | 08.08.1979 (31)       | 187         | Rhein-Neckar Löwen       | S       |
| 10 | Snorri Steinn Guðjónsson   | 17.10.1981 (29)       | 187         | AG Köpenhamn             | R       |
| 11 | Ólafur Stefánsson (K)      | 03.07.1973 (38)       | 196         | Rhein-Neckar Löwen       | R       |
| 15 | Alexander Petersson        | 02.07.1980 (30)       | 186         | Füchse Berlin            | S       |
| 16 | Hreiðar Guðmundsson        | 29.11.1980 (30)       | 193         | TV Emsdetten             | B       |
| 17 | Sverre Andreas Jakobsson   | 08.02.1977 (33)       | 196         | TV Grosswallstadt        | R       |
| 18 | Robert Gunnarsson          | 20.02.1980 (30)       | 190         | Rhein-Neckar Löwen       | O       |
| 19 | Sigurbergur Sveinsson      | 12.08.1987 (23)       | 192         | DHC Rheinland            | R       |
| 21 | Kári Kristján Kristjánsson | 23.04.1981 (29)       | 198         | HSG Wetzlar              | R       |

### Japonia
Trener:  Kiyoharu Sakamaki

### Norwegia
Trener:  Robert Hedin
| Nr | Imię i nazwisko    | Data urodzenia (wiek) | Wzrost (cm) | Klub                     | Pozycja |
| -- | ------------------ | --------------------- | ----------- | ------------------------ | ------- |
| 1  | Steinar Ege        | 10.04.1972 (38)       | 193         | AG Köpenhamn             | B       |
| 5  | Frank Løke         | 06.02.1980 (30)       | 194         | TuS Nettelstedt-Lübbecke | O       |
| 6  | Kjetil Strand      | 09.12.1979 (31)       | 190         | Viking Håndball          | R       |
| 7  | Lars Erik Bjørnsen | 20.07.1982 (28)       | 183         | Team Tvis Holstebro      | S       |
| 8  | Bjarte Myrhol      | 29.05.1982 (28)       | 190         | Rhein-Neckar Löwen       | O       |
| 9  | Børge Lund         | 13.03.1979 (31)       | 196         | Rhein-Neckar Löwen       | R       |
| 10 | Håvard Tvedten     | 29.06.1978 (32)       | 182         | Cuatro Rayas Valladolid  | S       |
| 11 | Erlend Mamelund    | 01.05.1984 (26)       | 197         | Haslum HK                | R       |
| 12 | Ole Erevik         | 09.01.1981 (29)       | 196         | KIF Kolding              | B       |
| 13 | Christoffer Rambo  | 18.11.1989 (21)       | 201         | Cuatro Rayas Valladolid  | R       |
| 14 | Espen Lie Hansen   | 01.03.1989 (21)       | 196         | Drammen HK               | R       |
| 15 | Kristian Kjelling  | 06.09.1980 (30)       | 197         | AaB Håndbold             | R       |
| 18 | Vegard Samdahl     | 21.03.1978 (32)       | 194         | Wisła Płock              | R       |
| 19 | Thomas Skoglund    | 03.03.1983 (27)       | 182         | Team Tvis Holstebro      | S       |
| 20 | Einar Koren        | 12.11.1984 (26)       | 188         | Haslum HK                | O       |
| 25 | Eivind Tangen      | 04.05.1993 (17)       | 193         | Fyllingen Håndball       | S       |

### Węgry
Trener:  Lajos Mocsai
| Nr | Imię i nazwisko  | Data urodzenia (wiek) | Wzrost (cm) | Klub                       | Pozycja |
| -- | ---------------- | --------------------- | ----------- | -------------------------- | ------- |
| 3  | Ferenc Ilyés     | 20.12.1981 (29)       | 198         | TBV Lemgo                  | R       |
| 5  | Gábor Császár    | 16.06.1984 (26)       | 183         | MKB Veszprém KC            | R       |
| 6  | Tamás Mocsai     | 09.12.1978 (32)       | 196         | SG Flensburg-Handewitt     | R       |
| 7  | Gyula Gál        | 18.06.1976 (34)       | 193         | Croatia Osiguranje Zagrzeb | O       |
| 8  | Gergő Iváncsik   | 30.11.1981 (29)       | 190         | MKB Veszprém KC            | S       |
| 9  | Tamás Iváncsik   | 03.04.1983 (27)       | 180         | MKB Veszprém KC            | S       |
| 10 | Gergely Harsányi | 03.05.1981 (29)       | 191         | Tatabánya-Carbonex KC      | S       |
| 12 | Nándor Fazekas   | 16.10.1976 (34)       | 192         | MKB Veszprém KC            | B       |
| 15 | Szabolcs Törő    | 10.03.1983 (27)       | 183         | SC Pick Szeged             | S       |
| 16 | Roland Mikler    | 20.09.1984 (26)       | 190         | SC Pick Szeged             | B       |
| 18 | Kornél Nagy      | 21.11.1986 (24)       | 192         | MKB Veszprém KC            | R       |
| 20 | Peter Gulyás     | 04.03.1984 (26)       | 201         | MKB Veszprém KC            | R       |
| 22 | Dávid Katzirz    | 25.06.1980 (30)       | 195         | SC Pick Szeged             | R       |
| 25 | Szabolcs Zubai   | 31.03.1984 (26)       | 191         | SC Pick Szeged             | O       |
| 28 | Timuzsin Schuch  | 05.06.1985 (25)       | 197         | HCM Konstanca              | O       |
| 33 | Máté Lékai       | 16.06.1986 (24)       | 198         | SC Pick Szeged             | R       |

## Grupa C

### Algieria
Trener:  Salah Bouchekriou

### Australia
Trener:  Taip Ramadani

### Chorwacja
Trener:  Slavko Goluža
| Nr | Imię i nazwisko   | Data urodzenia (wiek) | Wzrost (cm) | Klub                       | Pozycja |
| -- | ----------------- | --------------------- | ----------- | -------------------------- | ------- |
| 1  | Marin Šego        | 02.08.1985 (25)       | 194         | Croatia Osiguranje Zagrzeb | B       |
| 4  | Ivano Balić       | 01.04.1979 (31)       | 191         | Croatia Osiguranje Zagrzeb | R       |
| 6  | Blaženko Lacković | 25.12.1980 (30)       | 195         | HSV Hamburg                | R       |
| 7  | Vedran Zrnić      | 26.09.1979 (31)       | 188         | VfL Gummersbach            | S       |
| 8  | Marko Kopljar     | 12.02.1986 (24)       | 210         | Croatia Osiguranje Zagrzeb | 0       |
| 9  | Igor Vori         | 20.09.1980 (30)       | 202         | HSV Hamburg                | O       |
| 10 | Jakov Gojun       | 18.04.1986 (24)       | 203         | Croatia Osiguranje Zagrzeb | O       |
| 11 | Jerko Matulić     | 20.04.1990 (20)       | 187         | EMC Split                  | S       |
| 14 | Drago Vuković     | 03.07.1983 (27)       | 194         | VfL Gummersbach            | R       |
| 21 | Denis Buntić      | 13.10.1982 (28)       | 198         | Reale Ademar               | R       |
| 24 | Tonči Valčić      | 09.06.1978 (32)       | 194         | Croatia Osiguranje Zagrzeb | R       |
| 25 | Mirko Alilović    | 15.09.1985 (25)       | 200         | Celje Pivovarna Laško      | B       |
| 26 | Manuel Štrlek     | 01.12.1988 (22)       | 181         | Croatia Osiguranje Zagrzeb | S       |
| 28 | Željko Musa       | 08.01.1986 (25)       | 200         | RK Gorenje Velenje         | R       |
| 29 | Ivan Ninčević     | 27.10.1981 (29)       | 185         | Füchse Berlin              | S       |

### Dania
Trener:  Ulrik Wilbek
| Nr | Imię i nazwisko          | Data urodzenia (wiek) | Wzrost (cm) | Klub                   | Pozycja |
| -- | ------------------------ | --------------------- | ----------- | ---------------------- | ------- |
| 1  | Niklas Landin Jacobsen   | 19.12.1988 (22)       | 200         | Bjerringbro-Silkeborg  | B       |
| 2  | Thomas Mogensen          | 30.01.1983 (27)       | 186         | SG Flensburg-Handewitt | R       |
| 3  | Mads Christiansen        | 03.05.1986 (24)       | 194         | AaB Håndbold           | R       |
| 4  | Lasse Boesen             | 18.09.1979 (31)       | 193         | SG Flensburg-Handewitt | R       |
| 9  | Lars Christiansen        | 18.04.1972 (38)       | 182         | KIF Kolding            | S       |
| 11 | Anders Eggert            | 14.05.1982 (28)       | 179         | SG Flensburg-Handewitt | R       |
| 12 | Søren Rasmussen          | 12.08.1976 (34)       | 193         | SG Flensburg-Handewitt | B       |
| 13 | Bo Spellerberg           | 24.07.1979 (31)       | 192         | KIF Kolding            | R       |
| 15 | Jesper Nøddesbo          | 23.10.1980 (30)       | 199         | FC Barcelona Borges    | O       |
| 17 | Lasse Svan Hansen        | 21.08.1983 (27)       | 184         | SG Flensburg-Handewitt | S       |
| 19 | Rene Toft Hansen         | 01.11.1984 (26)       | 200         | AG Köpenhamn           | O       |
| 22 | Kasper Søndergaard Sarup | 09.06.1981 (29)       | 190         | KIF Kolding            | R       |
| 24 | Mikkel Hansen            | 22.10.1987 (23)       | 192         | AG Köpenhamn           | R       |
| 26 | Kasper Nielsen           | 09.06.1975 (35)       | 191         | Bjerringbro-Silkeborg  | S       |

### Rumunia
Trener:  Vasile Stîngă

### Serbia
Trener:  Veselin Vuković
| Nr | Imię i nazwisko    | Data urodzenia (wiek) | Wzrost (cm) | Klub               | Pozycja |
| -- | ------------------ | --------------------- | ----------- | ------------------ | ------- |
| 3  | Nemanja Pribak     | 26.03.1984 (26)       | 188         | HBC Nantes         | R       |
| 5  | Žarko Šešum        | 16.06.1986 (24)       | 195         | Rhein-Neckar Löwen | R       |
| 6  | Marko Vujin        | 07.12.1984 (26)       | 195         | MKB Veszprém KC    | R       |
| 7  | Ivan Nikčević      | 11.02.1981 (29)       | 181         | BM Granollers      | S       |
| 9  | Danimira Ćurković  | 24.01.1984 (26)       | 194         | BM Antequera       | R       |
| 11 | Alem Toskić        | 12.02.1982 (28)       | 190         | RK Celje           | O       |
| 12 | Darko Stanić       | 08.10.1978 (32)       | 190         | RK Cimos Koper     | B       |
| 13 | Momir Ilić         | 22.12.1981 (29)       | 192         | THW Kiel           | R       |
| 15 | Dobrivoje Marković | 22.04.1984 (26)       | 191         | Cuenca 2016        | S       |
| 16 | Dmitrije Pejanović | 09.07.1974 (36)       | 198         | CB Torrevieja      | B       |
| 17 | Rajko Prodanović   | 24.04.1986 (24)       | 186         | HC Vardar Skopje   | S       |
| 18 | Rastko Stojković   | 24.07.1981 (29)       | 190         | Vive Targi Kielce  | O       |
| 20 | Momir Rnić         | 01.11.1987 (23)       | 197         | RK Celje           | R       |
| 22 | Uroš Vilovski      | 25.02.1984 (26)       | 193         | MKB Veszprém KC    | O       |
| 23 | Nenad Vučković     | 23.08.1980 (30)       | 192         | MT Melsungen       | R       |
| 26 | Ivan Stanković     | 27.04.1982 (28)       | 192         | BM Aragón          | R       |

## Grupa D

### Argentyna
Trener:  Mauricio Torres

### Chile
Trener:  Fernando Luis Capurro

### Korea Południowa
Trener:  Cho Young-Shin

### Polska
Trener:  Bogdan Wenta
| Nr | Imię i nazwisko    | Data urodzenia (wiek) | Wzrost (cm) | Klub                     | Pozycja |
| -- | ------------------ | --------------------- | ----------- | ------------------------ | ------- |
| 1  | Sławomir Szmal (K) | 02.10.1978 (32)       | 190         | Rhein-Neckar Löwen       | B       |
| 2  | Bartłomiej Jaszka  | 16.06.1983 (27)       | 185         | Füchse Berlin            | R       |
| 4  | Patryk Kuchczyński | 17.03.1983 (27)       | 182         | Vive Targi Kielce        | S       |
| 6  | Grzegorz Tkaczyk   | 22.12.1980 (30)       | 184         | Rhein-Neckar Löwen       | R       |
| 7  | Bartłomiej Tomczak | 07.09.1985 (25)       | 186         | Zagłębie Lubin           | S       |
| 8  | Karol Bielecki     | 23.01.1982 (28)       | 202         | Rhein-Neckar Löwen       | R       |
| 9  | Artur Siódmiak     | 07.10.1975 (35)       | 191         | TuS Nettelstedt-Lübbecke | O       |
| 13 | Bartosz Jurecki    | 31.01.1979 (31)       | 191         | SC Magdeburg             | O       |
| 14 | Mariusz Jurasik    | 04.05.1976 (34)       | 190         | Vive Targi Kielce        | S       |
| 15 | Michał Jurecki     | 27.10.1984 (26)       | 199         | Vive Targi Kielce        | R       |
| 16 | Piotr Wyszomirski  | 06.01.1988 (23)       | 194         | Azoty-Puławy             | B       |
| 19 | Tomasz Tłuczyński  | 19.04.1979 (31)       | 182         | TuS Nettelstedt-Lübbecke | S       |
| 20 | Mariusz Jurkiewicz | 03.02.1982 (28)       | 199         | BM Ciudad Real           | R       |
| 22 | Marcin Lijewski    | 21.09.1977 (33)       | 197         | HSV Hamburg              | R       |
| 32 | Tomasz Rosiński    | 24.02.1984 (26)       | 190         | Vive Targi Kielce        | R       |
| 41 | Mateusz Zaremba    | 27.10.1984 (26)       | 198         | Vive Targi Kielce        | R       |

### Słowacja
Trener:  Zoltán Heister

### Szwecja
Trener:  Staffan Olsson
| Nr | Imię i nazwisko     | Data urodzenia (wiek) | Wzrost (cm) | Klub                     | Pozycja |
| -- | ------------------- | --------------------- | ----------- | ------------------------ | ------- |
| 1  | Mattias Andersson   | 29.03.1978 (32)       | 186         | TV Grosswallstadt        | B       |
| 3  | Mattias Gustafsson  | 11.07.1978 (32)       | 193         | TuS Nettelstedt-Lübbecke | O       |
| 5  | Kim Andersson       | 21.08.1982 (28)       | 200         | THW Kiel                 | R       |
| 6  | Jonas Källman       | 17.07.1981 (29)       | 200         | BM Ciudad Real           | S       |
| 7  | Magnus Jernemyr     | 18.07.1976 (34)       | 200         | FC Barcelona Borges      | O       |
| 8  | Lukas Karlsson      | 21.05.1982 (28)       | 178         | KIF Kolding              | S       |
| 9  | Jan Lennartsson     | 22.09.1981 (29)       | 186         | AaB Håndbold             | S       |
| 10 | Niclas Ekberg       | 23.12.1988 (22)       | 191         | AG Köpenhamn             | S       |
| 11 | Dalibor Doder       | 24.05.1979 (31)       | 182         | TSV GWD Minden           | R       |
| 12 | Dan Beutler         | 07.10.1977 (33)       | 193         | SG Flensburg-Handewitt   | B       |
| 14 | Robert Arrhenius    | 14.05.1979 (31)       | 196         | THW Kiel                 | O       |
| 15 | Jonas Larholm       | 03.06.1982 (28)       | 193         | AaB Håndbold             | R       |
| 17 | Oscar Carlén        | 11.05.1988 (22)       | 193         | SG Flensburg-Handewitt   | R       |
| 18 | Tobias Karlsson     | 04.06.1981 (29)       | 196         | SG Flensburg-Handewitt   | R       |
| 23 | Frederik Petersen   | 14.04.1984 (26)       | 193         | CB Torrevieja            | S       |
| 25 | Kim Ekdahl Du Rietz | 27.03.1989 (21)       | 196         | Lugi Handboll            | R       |